# وزارة منتدبة
الوزارة المنتدبة، هو مصطلح يستخدم في الحكومات الفرانكفونية وبعض الدول، هي بمثابةكتابة الدولة في قطاع حكومي معين. لكن بمرتبة وزير.